# 溫德姆 (紐約州伊利縣)
溫德姆（英語：Windom）是位於美國紐約州伊利縣的非建制地區。

## 歷史
溫德姆的郵局於1891年設立，其後於1899年停運。

## 地理
溫德姆所處的海拔為高於海平面210米（即689英呎），而該地所採用的時區為UTC-5，即北美东部时区（EST）。同時該地設有夏令時間，為UTC-5調快一小時，即UTC-4（EDT）。